# Maltha
Maltha – obszar niemunicypalny w Kern County, w Kalifornii (Stany Zjednoczone), na wysokości 138 m.